# Omeprazol

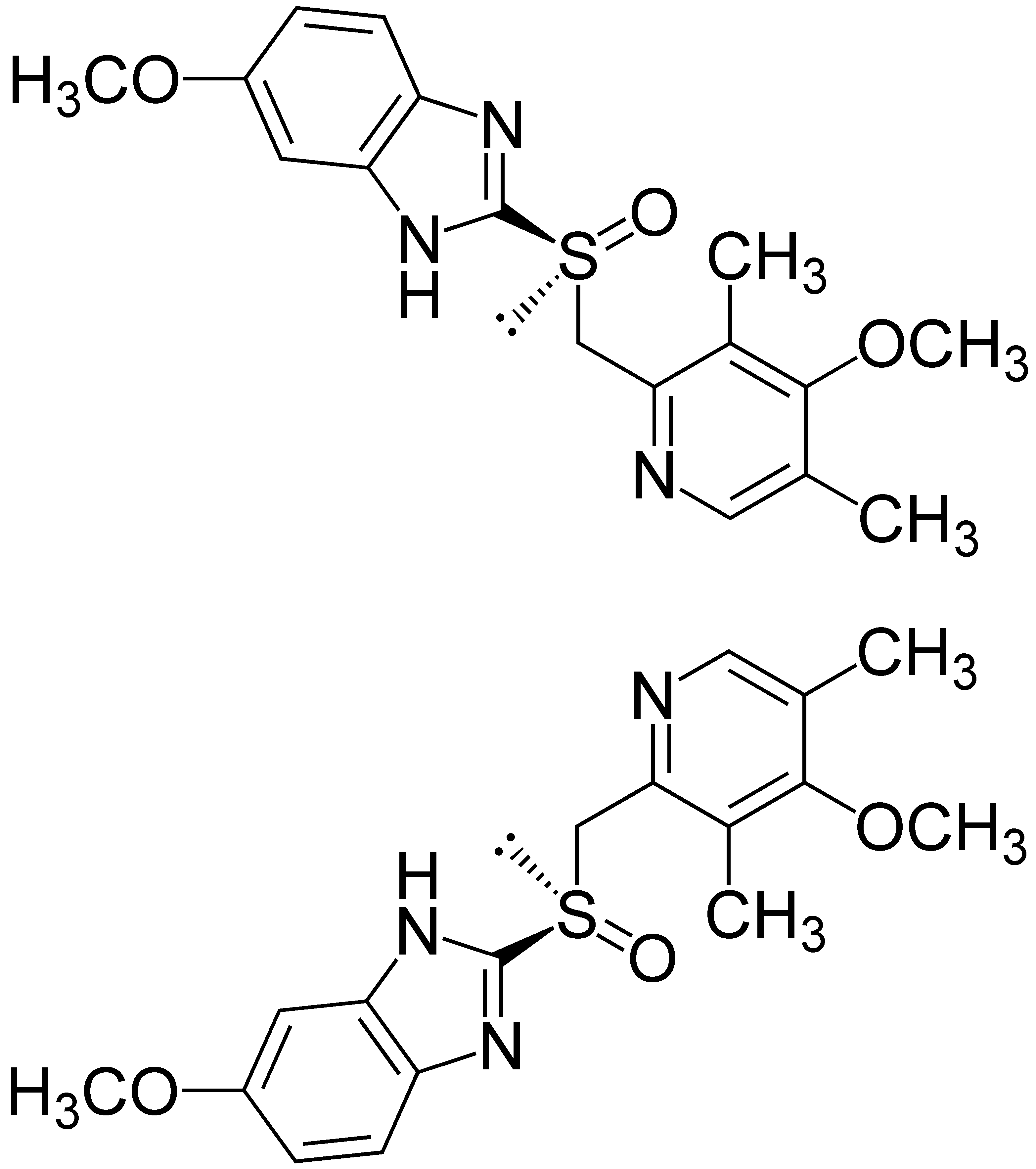
Avînd drept bază nucleul de piridină, omeprazolul este o bază slabă, convertită la nivelul celulelor parietale în forma activă, responsabilă de inhibarea pompei protonice ATP-aza H^{+}/K^{+}

Omeprazol (cod ATC :A02BC) din punct de vedere chimic este un derivat de imidazol, fiind considerat capul de linie a unei generații de medicamente numite inhibitoare ale secreției gastrice.Datorită nucleului piridinic are caracter de bază slabă, care eliberează forma activă în mediu acid la nivelul celulelor parietale, unde se acumulează, inhibând activitatea H+, K+- ATP-azei, enzimă din membrana celulelor parietale care transferă ionii de hidrogen din citoplasmă în mediul extracelular, având funcție de pompă de protoni(de unde și denumirea claei de inhibitoare a pompei de protoni). Acțiunea ei este rapidă și durabilă, atât în cazul ulcerului gastric, duodenal cât și în tratarea sindromului Zollinger-Ellison.

## Farmacocinetică

### Absorbție și distribuție
Produsul este format din microcapsule enterosolubile ce conțin omeprazol, acesta fiind labil în mediul acid. Absorbția omeprazolului începe la nivelul intestinului subțire, biodisponibilitatea omeprazolului fiind de regulă de circa 35%.prezența alimentelor nu influențează absorbția omeprazolului, legarea de proteinele plasmatice atingând un nivel de circa 95%.

### Metabolizare și eliminare
Se metabolizează complet la nivelul ficatului prin sistemul citocromului P450, cea mai mare parte a metabolizării fiind datorată izomorfei CYP3A4 ki/CYP3A4] responsabilă de producerea derivaților sulfurați, sulfonați dar și CYP2C9 (S-mefenitoin hidroxilază responsabilă de obținerea hidroxiomeprazolului, metabolitul major din plasmă Se elimină prin urină sub formă de metaboliți în proporție de 77%. Cei doi metaboliți principali din urină sunt hidroxi-omeprazolul și acidul carboxilic corespunzător. Se elimină de asemenea pe cale biliară.

## Farmacografie
| Denumirea produsului farmnaceutic | Producător | Forma de prezentare |
| --------------------------------- | --- | --- |
| Omez                              | Dr Reddy'S Laboratoires | cutie cu 30 capsule |
| Losec Mups                        | Astra Zeneca | comprimate filmate 10mg (cutie cu 2 flacoane a câte 50 cpr filmate, gastrorezistente, 20mg(cutie cu 2 flacoane a câte 50 cpr filmate, gastrorezistente), 40mg (cutie cu 1 flacon a 28 comprimate filmate gastrorezistente), |
| Omeran                            | Glaxo-Smithkline-Beecham Arhivat în 24 februarie 2011, la Wayback Machine.(Europharm Brașov Arhivat în 12 februarie 2010, la Wayback Machine.) | cutie cu 20 capsule |
| Ultop                             | KRKA | comprimate filmate 10mg (cutie cu 14, 28 capsule enterosolubile), 20 mg (cutie cu 14 capsule), 40mg (cutie cu 7 capsule) |